# George Christensen (Footballspieler)
George Washington Christensen (* 13. Dezember 1909 in Pendleton, Oregon; † 1. Juli 1968 in Aspen, Colorado), Spitzname: Tarzan, war ein US-amerikanischer American-Football-Spieler. Er spielte in der National Football League (NFL).

## Spielerlaufbahn
Christensen besuchte in seiner Geburtsstadt die High School. Er spielte von 1928 bis 1930 an der University of Oregon American Football. Während seiner Laufbahn konnte die Footballmannschaft des Colleges 23 von 30 Spielen gewinnen. Von 1931 bis 1938 spielte Christensen in der NFL, zunächst zusammen mit seinem Partner in der Offensive Line Ox Emerson bis 1933 für die Portsmouth Spartans. Beide waren für den Schutz von Quarterback/Tailback Dutch Clark, einem späteren Mitglied in der Pro Football Hall of Fame, verantwortlich.
Christensen spielte nach dem Umzug der Mannschaft aus Portsmouth nach Detroit bis 1938 für die Detroit Lions. 1935 konnten die Lions unter Head Coach Potsy Clark die NFL Meisterschaft mit 26:7 gegen die New York Giants gewinnen. 1938 beendete Christensen seine Laufbahn.

## Ehrungen
Christensen ist Mitglied im NFL 1930s All-Decade Team. Von 1931 bis 1936 wurde er jeweils zum All-Pro gewählt. Er befindet sich in der Hall of Fame seiner Universität.

## Nach der Laufbahn
Zusammen mit seinem ehemaligen Mitspieler bei den Lions Frank Christensen gründete George Christensen eine Firma in Salt Lake City, Utah, die Diamantwerkzeuge herstellte. Die Firma eröffnete im Jahr 1957 auch eine Zweigniederlassung in Celle. Ferner gründeten die beiden ehemaligen Footballspieler die Christensen Machine Company, die später mit Baker Hughes fusionierte. George Christensen starb an Herzversagen und ist auf dem Red Butte Cemetery in Aspen beerdigt.